# حالولة
حالولة قرية سوريّة تتبع إداريّاً لمحافظة حلب منطقة منبج ناحية أبو قلقل، بلغ تعداد سكانها 394 نسمة حسب التعداد السكاني لعام 2004.